# قزل-قرغان (شهرستان یومگل)
قزل-قرغان (به لاتین: Kyzyl-Korgon) یک منطقهٔ مسکونی در قرقیزستان است که در شهرستان یومگل واقع شده‌است. قزل-قرغان ۶۲۷ نفر جمعیت دارد و ۱٬۲۸۴ متر بالاتر از سطح دریا واقع شده‌است.